# Ingeniería no recurrente
Ingeniería No-Recurrente o NRE del inglés Non-Recurring Engineering se refiere al costo único de investigación, desarrollo, diseño y prueba de un nuevo producto. Cuando se realiza el presupuesto de un proyecto se debe considerar el NRE para analizar si el producto va a ser rentable. Aunque el costo de NRE para el proceso de desarrollo de un proyecto ocurre una sola vez, a diferencia del costo de producción, estos costos pueden llegar a tener valores muy altos, requiriendo que la venta del producto sea muy alta para recuperar esta inversión inicial.

## Lista de Costos de Ingeniería No Recurrente

#### COSTE DE ARQUITECTURA ELECTRÓNICA (DISEÑO DE SISTEMAS)
Para la arquitectura de productos electrónicos, se debe decidir qué componentes electrónicos cumplirán mejor con los requisitos de rendimiento definidos en las especificaciones de producto.

#### COSTO DE DISEÑO DE PRODUCTO INDUSTRIAL
El trabajo de un ingeniero mecánico es asegurarse de que el diseño industrial sea factible; cualquier pieza mecánica / móvil debe optimizarse para brindar robustez, al mismo tiempo debe minimizar el costo de las herramientas para ensamblaje.

#### COSTE DE INGENIERÍA MECÁNICA
El trabajo de un ingeniero mecánico es asegurarse de que el diseño industrial sea factible; cualquier pieza mecánica / móvil debe optimizarse para brindar robustez, al mismo tiempo debe minimizar el costo de las herramientas para ensamblaje.

#### COSTE DEL FIRMWARE
Para los dispositivos electrónicos integrados, se requiere un microcontrolador como STM32 o PIC32 para que el producto funcione.
Se necesitará de un ingeniero de firmware para diseñar el código que el dispositivo necesita para funcionar.

#### COSTE DE PROTOTIPOS
Antes de siquiera pensar en la fabricación en masa de tu producto, se debe pasar por la etapa de creación de prototipos, en esta etapa se debe crear una versión funcional del producto final.

#### COSTE DE HERRAMIENTAS
Esto es el costo de establecer una línea de producción para el nuevo producto. Esto incluye los moldes necesarios para cada parte del producto y cualquier máquina o pieza de maquinaria necesaria para la fabricación.

#### COSTE DE LAS CERTIFICACIONES
Antes de que tu producto llegue al mercado, necesitará certificaciones que solo se pueden obtener después de muchas pruebas, esfuerzo de tiempo y, por supuesto, dinero.
Dependiendo del entorno donde funcionará tu dispositivo, será necesario realizar diferentes pruebas para obtener certificaciones.